# Mujer Araña (serie animada)
La Mujer Araña (Spider-Woman en inglés) es una serie animada de televisión, basada en el personaje de Marvel Comics, Spider-Woman. La serie fue producida por DePatie-Freleng Enterprises y Marvel Comics Animation (ambos propiedad de Marvel Entertainment), y se transmitió desde el 22 de septiembre de 1979 hasta el 5 de enero de 1980 a través de la red de TV de ABC, conformando una temporada de 16 episodios. También fue la última serie de DePatie-Freleng antes de terminar reincorporándose a Marvel Productions. A diferencia del cómic, Jessica Drew dirigía una revista llamada "Justicia" en la cual la acompañaban su sobrino Billy y el fotógrafo Jeff, quien era su interés romántico.

## Historia
De acuerdo con la secuencia de apertura, Jessica Drew fue mordida por una araña venenosa cuando era niña; su padre le salvó la vida al inyectarle un "suero de araña" experimental, que también le otorgó poderes sobrehumanos. Ya de adulta, Jessica es editora de la revista Justicia, la trama presenta a otros dos empleados; el fotógrafo Jeff Hunt y Billy, el sobrino adolescente de Jessica. Cuando surgen problemas, Jessica se escapa para cambiar a su identidad secreta de la Mujer Araña.
La serie animada de Spider-Woman no debe confundirse con Web Woman, una serie sobre una superheroína de la compañía Filmation lanzada aproximadamente al mismo tiempo, algo que supuestamente motivó a Marvel Comics a crear un personaje de la Mujer Araña para asegurar los derechos de autor.

## Diferencias entre la serie animada y los cómics
La serie animada difiere considerablemente del cómic en su premisa y personajes de apoyo. Billy, Jeff y la Revista Justicia nunca aparecen en el cómic de ninguna forma. Tampoco los elementos más oscuros del cómic (el uso intensivo de la leyenda artúrica y el ocultismo, los sentimientos de alienación de Jessica) entran en el mundo mucho más brillante de la serie. El origen de sus poderes también se ve algo alterado; en el momento de la producción de la serie, la amenaza para la vida de Jessica en los cómics era el envenenamiento por radiación (aunque su origen del cómic ha sido alterado desde entonces).
Los poderes de la Mujer Araña se modifican notablemente; su fuerza mejorada en particular parece estar completamente ausente, como se muestra en varios episodios siendo atrapada por medios (como una cuerda común) de los que su contraparte súper fuerte del cómic podría librarse fácilmente. Además de la capacidad de aferrarse a las paredes:
- La Mujer Araña conserva el poder de disparar rayos de energía de sus manos denominados "rayos venenosos", pero en esta versión son blancos en lugar de verdes. Al parecer, la Mujer Araña puede disparar sus rayos venenosos mientras tenga suficiente fuerza, según lo visto en el episodio "Realm of Darkness".
- La Mujer Araña tiene poderes vagamente similares a los que posee Spider-Man, y de los cuales carece su encarnación de cómic:
  - Un clarividente "sentido arácnido" que le permite ver los peligros a medida que ocurren; no importa donde esté ella, puede cerrar los ojos y ver el evento, la visión se muestra a los espectadores como una imagen delineada por una telaraña.
  - También puede lanzar telarañas desde las palmas de sus manos o individualmente por los dedos. Su telaraña parece ser generada naturalmente de su cuerpo, a diferencia de los lanza-redes mecánicos de Spider-Man, pero aun así, es propensa a quedarse sin "fluido de telaraña" como se vio en el episodio “The Ghost Vikings”. También es capaz de controlar la dirección en la que se mueven sus telarañas; en el episodio “The Kingpin Strikes Again” ella lanza una red en una espiral descendente para desorientar y luego atrapar a un criminal.
- La versión animada de la Mujer Araña también tenía la capacidad de cambiarse de traje simplemente girando, una idea tomada de la serie de televisión con actores reales Wonder Woman protagonizada por Lynda Carter. En el episodio "The Spider-Woman and the Fly", donde Jessica había sido despojada momentáneamente de sus poderes, su traje se convirtió en la ropa civil de todos los días que usaba para el trabajo. Fue la primera de las únicas dos ocasiones en que se la vio cambiar de Mujer Araña a Jessika.
- Si bien en los cómics la Mujer Araña (en ese momento) solo podía deslizarse sobre las corrientes de aire, la versión animada parece ser capaz de volar a voluntad, aunque las alas del planeador de su disfraz eran evidentes cada vez que despegaba. Con el tiempo, la encarnación del cómic también ha conseguido el poder de volar a voluntad.
- En ocasiones la versión animada de la Mujer Araña mostraba poderes de "araña" previamente desconocidos que convenientemente la ayudaban en situaciones aleatorias, como:
  - “Telepatía de araña”, lo que le permitía comunicarse mentalmente con las arañas y pedirles ayuda. Este poder se vio en los episodios "Pyramids of Terror" y "The Kongo Spider".
  - Una "Burbuja de araña" protectora que le permite sumergirse bajo el agua sin equipo de buceo. Este poder se vio en los episodios "The Ghost Vikings" y "The Return of the Spider Queen".

Los villanos no eran los mismos del cómic, apareciendo Kingpin en un capítulo, algunos otros villanos fueron:
- "El Gran Magini" (un ilusionista que extorsionaba al gobierno).
- "Nimara" (alien que usaba una máscara tipo Darth Vader y atacaba a la gente en un mundo de pesadillas).
- "Shanna" (reina Amazona líder de un grupo de amazonas descalzas que robaban el oro de Fort Knox).
- "Los Vikingos Fantasma" (vikingos que viajaban por el tiempo con un cofre).
- Mala: generala amazona del ejército de Shanna. Vestia como guerrera griega, con casco y armadura, y andaba descalza.

## Episodios
| Ep. # | Título                                                      | Emitido                  |
| --- | ----------------------------------------------------------- | ------------------------ |
| 1 | «La Amenaza de las Pirámides» «Pyramids of Terror»          | 22 de septiembre de 1979 |
| Estrellas invitadas Spider-Man. El equipo de la revista Justicia investiga una invasión alienígena en Egipto dirigida por la momia Khufu. |                                                             |                          |
| 2 | «El Reino de las Tinieblas» «Realm of Darkness»             | 29 de septiembre de 1979 |
| El poderoso demonio Dormammu emerge en una isla del Pacífico, amenazando con esclavizar a la humanidad. |                                                             |                          |
| 3 | «Las Amazonas» «The Amazon Adventure»                       | 6 de octubre de 1979     |
| El oro robado de Fort Knox lleva al equipo de la revista Justicia al Amazonas, donde descubren un complot de la líder amazónica Shanna para conquistar el mundo. |                                                             |                          |
| 4 | «Los Vikingos Fantasma» «The Ghost Vikings»                 | 13 de octubre de 1979    |
| Un barco fantasma Vikingo emerge de la costa de Noruega. La tripulación planea robar las riquezas del mundo, antes de regresar a su propio tiempo. Spider-Woman vuelve al año 952 para derrotarlos. |                                                             |                          |
| 5 | «Kingpin Ataca de Nuevo» «The Kingpin Strikes Again»        | 20 de octubre de 1979    |
| Spider-Woman se enfrenta a Kingpin y sus secuaces mientras roban un banco, pero después de deshacerse de dos de sus hombres, uno de los compinches de Kingpin consigue voltear la torta y encarcelar a Spider-Woman, permitiendo que Kingpin consiga el botín. Humillada, Spider-Woman como Jessica Drew intenta volver al Kingpin escribiendo un artículo de noticias calumniosas sobre él. Enojada por su reciente artículo de la Revista Justicia, el Kingpin roba un rayo de invisibilidad experimental y busca venganza en su editor Jessica Drew. Sin embargo, aunque invisible, él la asiste transformándose en Spider-Woman, y opta por una trama de chantaje en su lugar. |                                                             |                          |
| 6 | «El Continente Perdido» «The Lost Continent»                | 27 de octubre de 1979    |
| Después de que los aviones de la Fuerza Aérea de los Estados Unidos desaparezcan en el Triángulo de las Bermudas, el equipo de la revista Justicia investiga. Pronto se encuentran arrojados a una dimensión oculta, donde los dinosaurios vagan por la Tierra. |                                                             |                          |
| 7 | «La Araña Kongo» «The Kongo Spider»                         | 3 de noviembre de 1979   |
| Estrellas invitadas Spider-Man. Mientras cubre el rodaje de una película, el equipo de la Revista Justicia encuentra una araña gigante (en una trama inspirada por King Kong). |                                                             |                          |
| 8 | «Juegos Infernales» «Games of Doom»                         | 10 de noviembre de 1979  |
| Los atletas en los Juegos Atléticos Mundiales en Moscú están siendo secuestrados y reemplazados por dobles de androide. Jessica Drew va encubierta como un puente largo para investigar. |                                                             |                          |
| 9 | «La Nave en Peligro» «Shuttle to Disaster»                  | 17 de noviembre de 1979  |
| El equipo de Justicia Magazine se encuentra en un transbordador secuestrado, dirigiéndose hacia la luna, donde el villano Steeljaw tiene la intención de esclavizar a la humanidad y ponerla a trabajar cavando valiosas gemas. |                                                             |                          |
| 10 | «La Venganza de Drácula» «Dracula's Revenge»                | 24 de noviembre de 1979  |
| La población del mundo está amenazada de convertirse en vampiros, hombres lobo y monstruos de Frankenstein. Spider-Woman descubre que Drácula está detrás de esto. |                                                             |                          |
| 11 | «La Mujer Araña y el Moscón» «The Spider-Woman and the Fly» | 1 de diciembre de 1979   |
| Jessica se enfrenta a una ex asistente de investigación de su padre, el dr Heigl, que ha sido mutado en una mosca humana después de un accidente de laboratorio. Deduciendo su identidad secreta, crea una fórmula que robará a Jessica de sus poderes de araña. |                                                             |                          |
| 12 | «Invasión del Abismo Negro» «Invasion of the Black Hole»    | 8 de diciembre de 1979   |
| Un OVNI intenta tragar la tierra en un agujero negro, en la disposición para una invasión por los extranjeros del planeta Graviton. |                                                             |                          |
| 13 | «El Gran Magini» «The Great Magini»                         | 15 de diciembre de 1979  |
| El mago "El Gran Magini" intenta robar los monumentos más famosos del mundo. |                                                             |                          |
| 14 | «La Máquina del Tiempo» «A Crime in Time»                   | 22 de diciembre de 1979  |
| Una máquina del tiempo experimental desencadena una invasión de criaturas. Jessica se ve obligada a revelar su identidad secreta a su equipo compañero de la revista con el fin de salvar a la humanidad. |                                                             |                          |
| 15 | «El Regreso de la Reina Araña» «Return of the Spider-Queen» | 29 de diciembre de 1979  |
| Spider-Woman es lavada de cerebro por una raza extraterrestre de seres humanos araña, que creen que es su reina perdida hace mucho tiempo. |                                                             |                          |
| 16 | «Sueño de Muerte» «The Deadly Dream»                        | 5 de enero de 1980       |
| Un extraterrestre amenaza al mundo con sus poderes para inducir el sueño. |                                                             |                          |

## Datos de la serie animada
- En dos episodios de la serie aparecería su contraparte masculina, Spider-Man.
- La canción de la introducción es interpretada por Memo Aguirre (el Capitán Memo).

### Doblaje
| Personaje                                                      | Actor de doblaje                                                                       |
| -------------------------------------------------------------- | -------------------------------------------------------------------------------------- |
| La Mujer Araña/Jessica Drew                                    | Sylvia Garcel                                                                          |
| Jeff Hunt                                                      | Pedro D'Aguillon Jr.                                                                   |
| Billy Drew                                                     | Alfonso Obregón (1.ª voz) Arturo Mercado (un ep.) Jorge Roig Jr. (2.ª voz)             |
| El Hombre Araña/Peter Parker                                   | Alfredo Lara (Ep. "La Amenaza de las Pirámides") Arturo Mercado (Ep. "La Araña Kongo") |
| Kingpin                                                        | Guillermo Bianchi                                                                      |
| Dormammu                                                       | Pedro Martínez                                                                         |
| Dr. Morrison                                                   | Humberto Valdepeña                                                                     |
| C.D., Diabólico director de cine                               | Guillermo Bianchi                                                                      |
| El Gran Magini                                                 | Humberto Valdepeña                                                                     |
| Amazona                                                        | Rocío Garcel                                                                           |
| Dr. Alexander Drew                                             | Víctor Mares                                                                           |
| Dr. Heigl/El Moscón                                            | Jorge Roig                                                                             |
| Jefe Cooper Enrique Pontón (1.er. ep.) Esteban Siller (un ep.) |                                                                                        |
| Shanna, La Reina de las Amazonas, Nimara                       | Magdalena Ruvalcaba                                                                    |
| Dr. Michaels                                                   | Jorge Roig                                                                             |
| Científico del observatorio                                    | Humberto Valdepeña                                                                     |
| Vikingo                                                        | Arturo Mercado                                                                         |
| Valhammer, el Rey Vikingo                                      | Pedro Martínez                                                                         |
| Enano biónico                                                  | Ricardo Hill                                                                           |
| Saqueador de tumbas                                            | Jorge Roig                                                                             |
| Científico instituto de estudios egipcios                      | Pedro D'Aguillon Jr.                                                                   |
| Coronel del Ejército                                           | Jorge Roig                                                                             |
| Almirante de la Marina                                         | Guillermo Bianchi                                                                      |
| Jason, niño que perdió a su perro                              | Rocío Garcel                                                                           |
| Cavernícola                                                    | Jorge Roig                                                                             |
| Cronista de Juegos Olímpicos                                   | Esteban Siller                                                                         |
| Vigilante de la Revista Justicia                               | Jesús Colin                                                                            |
| Bruce Thompson                                                 | Paco Mauri                                                                             |
| Alexis, levantador de pesas                                    | Pedro Martínez                                                                         |
| Quijada de Hierro                                              | Miguel Ángel Sanromán                                                                  |
| El Rey Araña Rogelio González Garza                            |                                                                                        |
| Ayudante de Jacques Le Reau                                    | Jorge Roig                                                                             |
| Hoshi, el wookie                                               | Rogelio González Garza                                                                 |
| Dr. T                                                          | Luis Torner                                                                            |
| Datán                                                          | Pedro Martínez                                                                         |
| Hombre que grita: "Miren en ese edificio La Mujer Araña"       | Pedro D'Aguillón Jr. Arturo Mercado Rogelio González Garza (un episodio)               |
| Narrador y presentador de episodios                            | Pedro Martínez                                                                         |

## Lanzamiento en medios para el hogar
En 2008, Liberation Entertainment planeó el lanzamiento en DVD de la serie para la Región 2 en el Reino Unido como parte de un programa de lanzamientos de las series animadas de Marvel. Sin embargo, el lanzamiento nunca llegó debido a que la compañía distribuidora quedó en quiebra. La serie completa de la Mujer Araña finalmente se lanzó en formato DVD para la Región 2 el 20 de julio de 2009. Clear Vision Ltd lanzó un conjunto de 2 discos.